# Вайдлиц
Ва́йдлиц или Ву́толчицы (нем. Weidlitz; в.-луж. Wutołčicyо файле) — деревня в Верхней Лужице, Германия. Входит в состав коммуны Нешвиц района Баутцен в земле Саксония. Подчиняется административному округу Дрезден.

## География
Находится на западном склоне долины западнее реки Шварцвассер (в.-луж. Čornica — Чорница) около 10 километров на северо-запад от Будишина и примерно в пяти километрах южнее от административного центра коммуны Нешвиц. Граничит на северо-востоке с деревней Банецы (Banecy, Pannewitz), на юге — с деревней Гаслов коммуны Гёда (Haslow, Dreikretscham), на юго-западе — с деревней Бачонь коммуны Гёда (Baćoń, Storcha) и на западе — с деревней Новы-Лусч коммуны Пушвиц (Nowy Łusč, Neu-Lauske).

## История
Впервые упоминается в 1419 году под наименованием Witolitz. С 1535 года деревня была рыцарской мызой. В XVIII веке в деревне была построена барочная усадьба.
С 1936 по 1993 года деревня входила в состав современной коммуны Зарич. С 1993 года входит в состав современной коммуны Нешвиц.
В настоящее время деревня входит в состав культурно-территориальной автономии «Лужицкая поселенческая область», на территории которой действуют законодательные акты земель Саксонии и Бранденбурга, содействующие сохранению лужицких языков и культуры лужичан.

## Население
Официальным языком в населённом пункте, помимо немецкого, является также верхнелужицкий язык.
Согласно статистическому сочинению «Dodawki k statisticy a etnografiji łužickich Serbow» Арношта Муки в 1884 году проживало 179 человек (из них — 146 серболужичан (82 %) и 33 немцев).
| 1834 | 1871 | 1890 | 2011 | 2016 |
| ---- | ---- | ---- | ---- | ---- |
| 61   | 75   | 91   | 35   | 27   |

## Достопримечательности
Памятники культуры земли Саксония
- Усадьба, 1859 (№ 09304033)
- Южный особняк усадьбы, 1859 (№ 09253312)
- Могила с ограждением, XIX век (№ 09253313)